# Fierbinți-Târg
Fierbinți-Târg és una ciutat del comtat de Ialomița, Muntènia (Romania). La ciutat administra tres pobles: Fierbinții de Jos, Fierbinții de Sus i Grecii de Jos.
Segons el cens de 2011, té 4969 habitants, mentre que en el cens de 2002 tenia 5253 habitants.
La comuna es troba a la part occidental del comtat, al límit amb el comtat d'Ilfov. Es troba a 27,6 km d'Urziceni i 448 km de Bucarest.
Las Fierbinți, una de les sèries de televisió més conegudes de Romania, es filma a la ciutat.